# شرکت سهامی هواپیمایی ایران
شرکت هواپیمایی ایران (سهامی خاص) (به انگلیسی: Iranian Airways) را گروهی از بازرگانان ایرانی در آذرماه سال ۱۳۲۳ شمسی بنیان‌گذاری کردند. هواپیمایی ایران به عنوان اولین ایرلاین فعال کشور همچنین بر پایه تاریخ بنیان‌گذاری شرکت‌های هواپیمایی رتبه سومین خط هوایی قاره آسیا (پس از ایر ایندیا و تاجیک ایر) و نیز سومین شرکت هواپیمایی منطقه خاورمیانه (پس از ترکیش ایرلاینز و اجیپت ایر) را در اختیار دارد.

## تاریخچه

هواپیمای داگلاس سی - ۴۷ داکوتا (کارگو) شرکت هواپیمائی ایران در دهه سی شمسی

در ۲۳ اسفندماه ۱۳۲۰ شمسی گروهی از صاحب منصب‌های متموّل، بازرگانان و سرمایه گذاران با نفوذ ایرانی نسبت به تأسیس اولین سازمان مسافرتی و جهانگردی ایران به نام شرکت ایران تور (سهامی خاص) اقدام کردند.
چندی بعد و در ۹ آذرماه سال ۱۳۲۳ برخی از شرکای ایران تور با محوریت رضا افشار شرکت هواپیمائی ایران را با سرمایه اولیه ۵۰ میلیون ریال بنیان‌گذاری کردند. در سال ۱۳۲۷ نیز رضا افشار (از مؤسسان شرکت) ۷۰٪ از کل سهام هواپیمائی ایران را خریداری کرد و مدیر عامل و رئیس هیئت مدیره این شرکت شد.
هواپیمائی ایران در دهه ۳۰ و اوایل دهه ۴۰ شمسی در کنار شرکت هواپیمائی پارس یکی از دو شرکت هواپیمایی تجاری با اهمیت در ایران بود.

### خرید اولین هواپیماهای مسافربری
شرکت هواپیمائی ایران در آغاز فعالیت و در اوایل سال ۱۳۲۴ شمسی، سه فروند هواپیمای ترابری نظامی داگلاس سی - ۴۷ داکوتا را از مزایده تجهیزات مازاد ارتش آمریکا خریداری کرد. این هواپیماها پس از تغییر کاربری به نوع مسافربری داگلاس دی‌سی-۳ در ۲۶ اردیبهشت سال ۱۳۲۶ وارد تهران شدند. در ادامه هواپیمائی ایران با خرید تعداد بیشتری از هواپیمای داگلاس دی‌سی-۳، ناوگان خود را گسترش داد و نهایتاً به تملیک و بهره‌برداری ۲۰ فروند از این نوع هواپیما رسید.

### امضای موافقت نامه همکاری فنی
شرکت هواپیمائی ایران در سال ۱۳۲۴ در ازای واگذاری ۱۰ درصد از سهام خود، موافقت نامه همکاری فنی با شرکت هواپیمایی تی دبلیو ای (انگلیسی: TWA Trans World Airlines) را به دست آورد.

برنامه پروازی شرکت هواپیمائی ایران، پائیز ۱۳۳۸

### برندسازی، تعیین نام و علامت تجاری
حسن تدبیر مدیران شرکت هواپیمائی ایران در آغاز کار و امضای موافقت نامه همکاری فنی مشترک با یک مجموعه با تجربه و موفق آمریکایی یعنی شرکت هواپیمایی تی دبلیو ای باعث شد تا صنعت هوانوردی کشور در حوزه‌های تجاری بازاریابی، تبلیغات و برندسازی میانبر زده و راه صد ساله را یک شبه طی کند.
شرکت هواپیمائی ایران چندی پس از آغاز فعالیت، نام تجاری ایران ایر (به انگلیسی: IRAN AIR) را برای خود برگزید. همچنین انتخاب این شرکت به عنوان اولین خط هوایی حامل پرچم کشور باعث شد تا سه رنگ پرچم ایران یعنی سفید، قرمز و سبز به عنوان رنگبندی اصلی جهت ایجاد هویت بصری برند انتخاب شود.

نقشه مسیرهای پروازی شرکت هواپیمائی ایران، پاییز ۱۳۳۶

نهایتاً ترکیب رنگ‌ها و اسم تجاری ساده ولی خوش آوای منتخب در علامت تجاری (Logo)، لیوری (Livery) یا طراحی رنگ آمیزی بدنه هواپیماها گرفته تا برنامه‌های زمانبندی پروازها، جلد بلیت و کلیه نقاط دید مسافران و مشتریان تکرار شد تا هویت بصری برند به خوبی شکل پذیرد.
شرکت هواپیمائی ایران پس از فراز و نشیب‌ها و نیز تغییرات مالکیتی و ثبتی نظیر ادغام، ملی سازی و تغییر نام اکنون با عنوان شرکت هواپیمایی جمهوری اسلامی ایران مشغول به فعالیت است اما کماکان در فعالیتها از نام تجاری اولیه یعنی ایران ایر با قدمتی بیش از ۷۵ سال استفاده می‌شود.

### استخدام خلبانان ایرانی

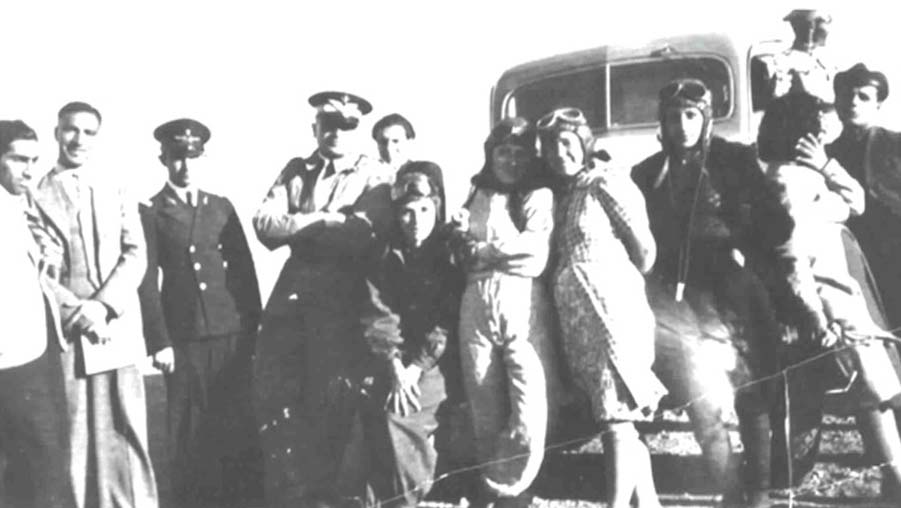
اینا اوشید، عفت تجارت‌چی و قدسیه فرخزاد، سال ۱۳۱۹

در آغاز بیشتر خلبانان و پرسنل فنی هواپیمایی ایرانیان آمریکایی و توسط شرکت هواپیمایی تی دبلیو ای استخدام شده بودند. در اواخر سال ۱۳۲۵، نیروی هوایی شاهنشاهی ایران، سرهنگ مصطفوی، کاپیتان علی محمد خادمی (بعدها مدیر عامل شرکت هواپیمائی ملی ایران) و کاپیتان رفعت را به عنوان خلبان به شرکت هواپیمائی ایران مأمور کرد.
چندی بعد نیز داریوش تیمسار به عنوان اولین خلبان غیرنظامی ایران، پس از طی مراحل آموزشی در باشگاه هواپیمایی کشوری به جمع خلبانان این شرکت پیوست.

### استخدام خلبان زن
در آن دوران باشگاه هواپیمایی کشوری چندین خلبان زن را نیز آموزش داد که عفت تجارت چی، اینا آوشید، صدیقه دولتشاهی و قدسیه فرخزاد موفق به طی دوره آموزش و دریافت گواهینامه خلبانی شدند. شرکت هواپیمائی ایران به اینا آوشید اجازه داد که به عنوان اولین کمک خلبان زن هواپیماهای مسافربری ایران، با هواپیمای داگلاس دی‌سی-۳ این شرکت پرواز کند.

برنامه پروازی شرکت هواپیمائی ایران، بهار ۱۳۳۸

### رقابت در بازار داخلی با شرکتهای خارجی
شرکت هواپیمائی ایران تا مدتها پس از آغاز فعالیت خود با آئروفلوت، شرکت هواپیمایی دولتی اتحاد جماهیر شوروی رقابت تجاری تنگاتنگ و گاهی غیر منصفانه داشت. آئروفلوت برای پروازهای داخلی ایران از هواپیماهای داگلاس دی‌سی-۳ استفاده می‌کرد. شوروی در خلال جنگ جهانی دوم این هواپیماها را به عنوان کمک نظامی بلاعوض از متحدان آمریکایی خود دریافت کرده بود تا بتواند از خاک خود در برابر اشغال آلمان نازی دفاع کند. از جمله این رقابتهای تجاری ناسالم می‌توان به جذب تمام مسافران رزرو شده پرواز تهران به مشهد شرکت هواپیمائی ایران توسط آئروفلوت و با روش پایین آوردن ناگهانی قیمت بلیت اشاره کرد.

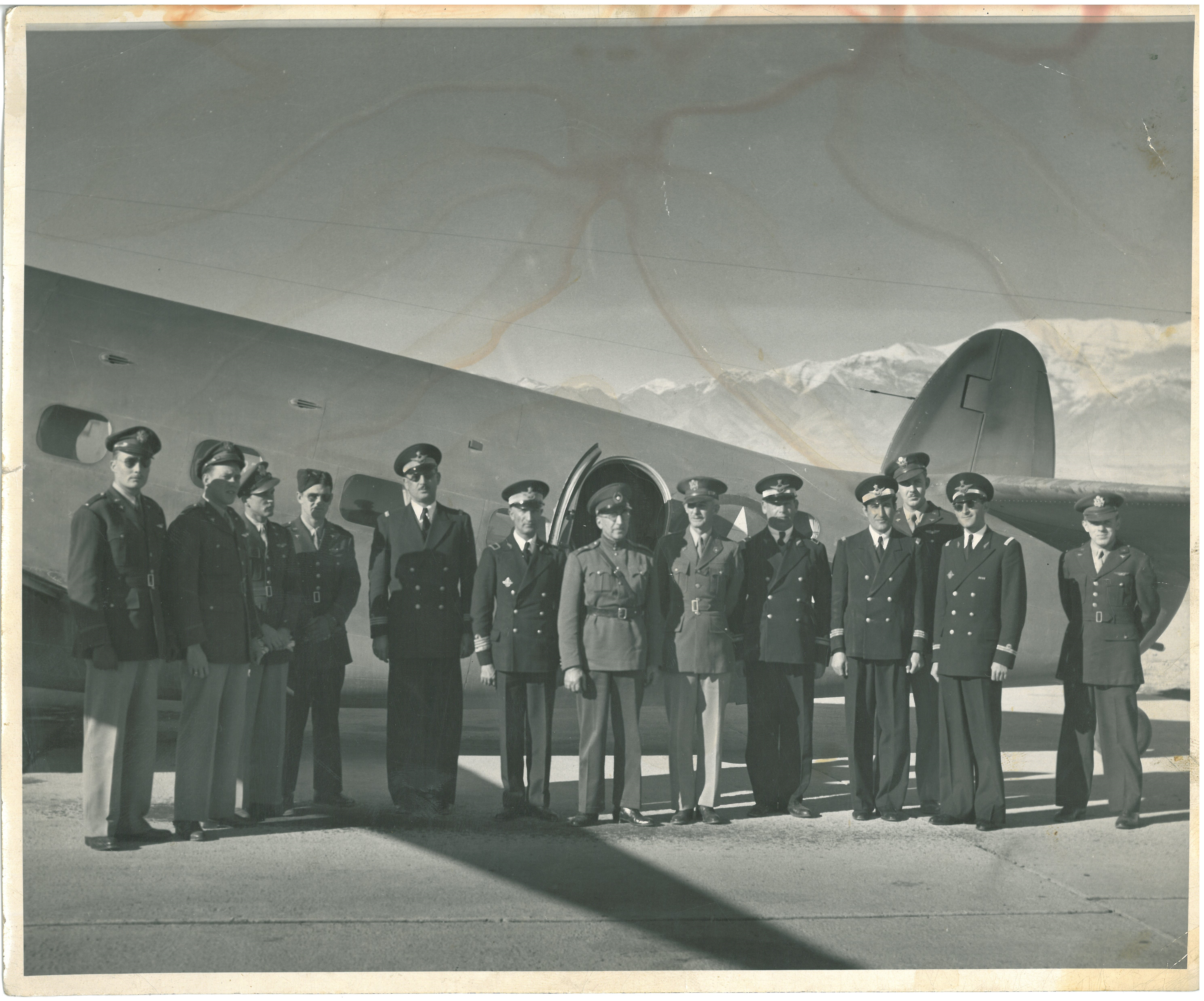
ورود اولین هواپیمای داگلاس سی - ۴۷ داکوتا شرکت هواپیمائی ایران (شماره ثبت :EP-AAF) به فرودگاه مهرآباد

### ثبت رسمی اولین هواپیمای مسافربری
پس از تصویب قانون هواپیمایی کشوری ایران در تیرماه ۱۳۲۸ و متعاقب عضویت رسمی ایران در سازمان بین‌المللی هوانوردی غیرنظامی ایکائو، عطف به ماده ۱۱ این قانون، ثبت تابعیت کلیه هواپیمای ایرانی الزام‌آور و مشروط به ثبت در دفتر ثبت وسایل پرنده در سازمان هواپیمایی کشوری و رویه آن معطوف به آیین‌نامه و دستورالعمل‌های اجرایی این ماده شد. اولین هواپیمای ثبت شده برای اولین شرکت هواپیمایی مسافری ایرانی به نام هواپیمائی ایران یک فروند هواپیمای داگلاس سی - ۴۷ داکوتا نیروی هوایی آمریکا است که از طریق مصر خریداری و وارد ایران شد. این هواپیما پس از تبدیل به مدل غیرنظامی داگلاس دی‌سی-۳، شماره ثبت و رجیستر EP-AAF را از آن خود کرد.

### عضویت در یاتا
شرکت هواپیمایی ایرانیان در سال ۱۳۳۶ به عضویت انجمن بین‌المللی حمل و نقل هوایی، یاتا درآمد.

## مسیرهای پروازی

نقشه مسیرهای پروازی شرکت هواپیمائی ایران پاییز ۱۳۳۷

شرکت هواپیمایی ایرانیان به ۱۴ مقصد داخلی و ۱۰ مقصد منطقه ای در کشورهای افغانستان، پاکستان، هندوستان، عراق و عربستان سعودی و نیز امارات و کویت پرواز داشت.

### پروازهای باری و کارگو
شرکت هواپیمائی ایران پروازهای باری به مقاصد بین‌المللی در شهرهای آنکارا، میلان، زوریخ و فرانکفورت را انجام می‌داد.

### مسیرهای داخلی
نخستین پرواز تجاری و برنامه‌ریزی شده شرکت هواپیمائی ایران بین دو شهر تهران و مشهد انجام شد و در پی آن پروازهایی نیز از تهران به اصفهان، شیراز، آبادان، اهواز، بوشهر و زاهدان برقرار شد. لازم است ذکر شود که در آن زمان فقط فرودگاه‌های مهرآباد تهران و آبادان به اندازه کافی فعالیت داشتند.

طراحی جلد بلیت شرکت هواپیمائی ایران در دهه سی شمسی

### پروازهای خارجی منطقه‌ای
شرکت هواپیمائی ایران از تابستان ۱۳۲۵ اولین پروازهای بین‌المللی خود را به شهرهای بغداد، بیروت و قاهره انجام داد. همچنین هواپیمائی ایران از اواخر سال ۱۳۲۵ فاصله هوایی بمبی تا آتن را پوشش می‌داد. چندی بعد نیز این شرکت با استفاده از هواپیماهای داگلاس دی‌سی-۳ خود پروازهایی به مقصد تل آویو و فرودگاه لیدا برقرار کرد.

### گسترش پروازهای بین‌المللی به اروپا
شرکت هواپیمائی ایران نخستین پرواز اروپایی و فراقاره‌ای خود را از طریق بیروت به مقصد پاریس انجام داد و در سال ۱۳۲۶ نخستین دفتر خارجی خود را در این شهر دایر کرد.

برنامه پروازی و لیست دفاتر نمایندگی و فروش بلیت شرکت هواپیمائی ایران، بهار ۱۳۳۸

### نمایندگی‌ها و دفاتر فروش بلیت
شرکت هواپیمائی ایران در دهه سی شمسی، علاوه بر دفتر فروش اصلی در میدان فردوسی تهران شعبات متعددی در شهرهای آبادان، اهواز، بوشهر، اصفهان، همدان، کرمان، کرمانشاه، خرمشهر، مشهد، مسجد سلیمان، شیراز، تبریز، یزد و زاهدان را نیز دایر نمود.
همچنین با گسترش پروازهای بین‌المللی، دفاتر فروش بلیت و نمایندگی‌ها نیز در اکثر مقاصد پروازی خارجی این شرکت نظیر شهرهای کابل، فرانکفورت، دهلی نو، بغداد، کویت، بیروت، کراچی، جده، کپنهاگ، زوریخ، آنکارا، شارجه، لندن و نیویورک دایر شد.

## ناوگان هوایی
شرکت هواپیمائی ایران به مرور زمان تعداد هواپیمای نوع داگلاس دی‌سی-۳ ناوگان خود را به ۲۰ فروند رساند. در سال ۱۳۳۲ یکی از شرکتهای حمل و نقل هوایی کمتر شناخته شده ایالات متحده یعنی شرکت هواپیمایی ترنس اوشن ۲ فروند کانوایر ۲۴۰- اف را به‌صورت استیجاری در اختیار شرکت هواپیمائی ایران قرار داد. ترنس اوشن همچنین از همین سال با همکاری فنی خود را با هواپیمائی ایران آغاز کرد.
تا سال ۱۳۳۶ ناوگان شرکت هواپیمائی ایران تنوع هواپیماهایی نظیر داگلاس دی‌سی-۳، داگلاس دی‌سی-۴، داگلاس دی سی-۶ بی و کانوایر سی وی - ۲۴۰ را شامل بود.
دولت وقت ایران در سال ۱۳۳۶ سه فروند هواپیمای مسافربری توربوپراپ ویکرز ویسکونت ۷۸۲ سفارشی را از انگلستان خریداری کرد و بهره‌برداری از این هواپیماهای لوکس و مدرن را به شرکت هواپیمائی ایران سپرد.

## حوادث
بر طبق مستندات موجود نخستین حادثه جدی منجر به جرح و فوت برای شرکت هواپیمائی ایران در تاریخ ۲۳ شهریور ماه ۱۳۲۹ ثبت شده‌است. همچنین این شرکت بین سالهای ۱۳۲۷ تا ۱۳۴۰، سه حادثه سقوط هواپیما داشته‌است که همگی آنها هواپیماهایی از نوع داگلاس دی‌سی-۳ بوده و در مجموع ۴۱ نفر در این سوانح کشته شدند.
سانحه‌ی دی‌سی-۳ در سال ۱۳۳۱ که منجر به مرگ ۲۴ سرنشین هواپیما شد را نخستین سانحهٔ منجر به مرگ اکثر سرنشینان یک هواپیمای تجاری در تاریخ هوانوردی ایران به شمار آورد.

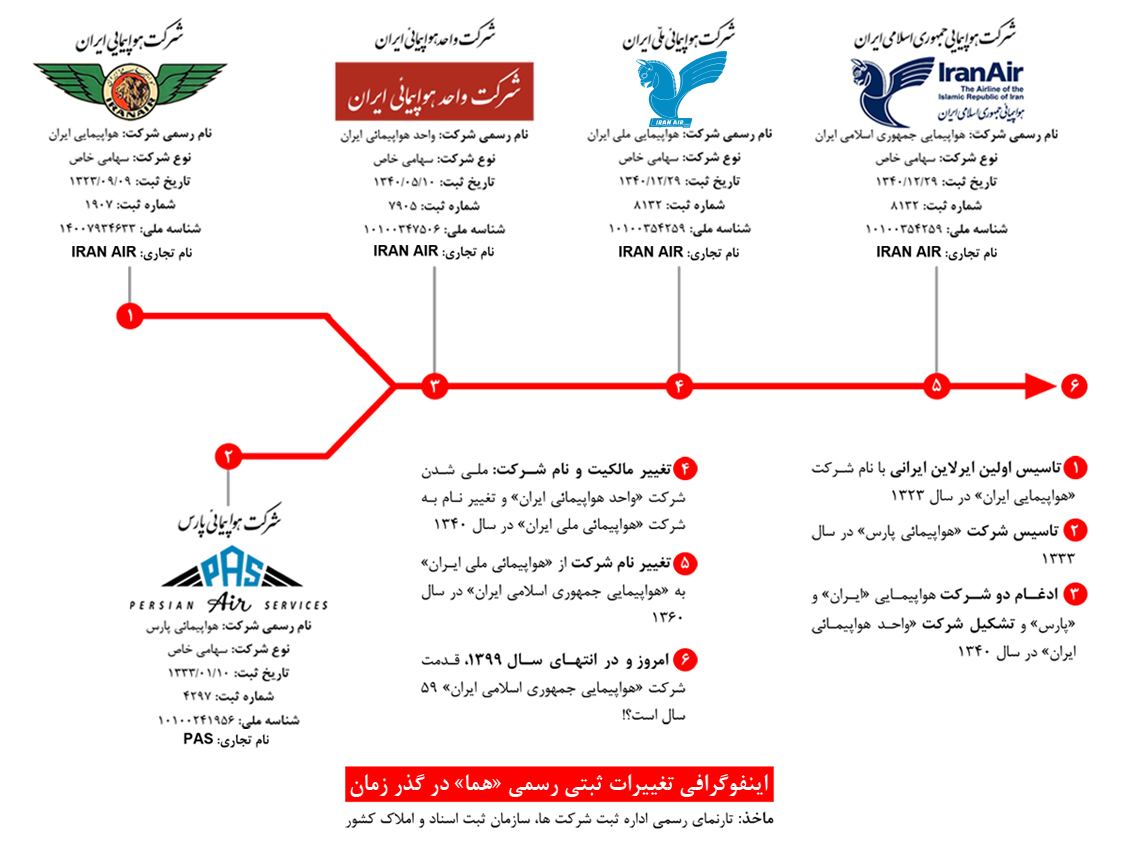
اینفوگرافی تغییرات ثبتی رسمی «هما» در گذر زمان

| سال وقوع               | نوع هواپیما    | رجیستر و کد ثبتی | ماموریت پرواز | مسیر پرواز             | مصدومین | تلفات | محل حادثه              | وضعیت                 |
| ---------------------- | -------------- | ---------------- | ------------- | ---------------------- | ------- | ----- | ---------------------- | --------------------- |
| پنجشنبه ۱۶ د‌ی‌ماه ۱۳۲۷  | داگلاس دی سی-۳ | EP-ACI           | پارک          | توقف در فرودگاه بیرجند | ۰       | ۰     | فرودگاه بیرجند         | آتش‌سوزی در هنگام توقف |
| پنج‌شنبه ۲۳ شهریور ۱۳۲۹ | داگلاس دی سی-۳ | EP-AAG           | جابجایی خدمه  | تهران به جده           | ۹       | ۹     | نزدیکی فرودگاه مهرآباد | سقوط پس از برخاستن    |
| جمعه ۱۰ آذرماه ۱۳۲۹    | داگلاس دی سی-۳ | EP-AAJ           | مسافربری      | تبریز به تهران         | ۸       | ۸     | کوه‌های جماران تهران    | برخورد به کوه         |
| پنجشنبه ۴ دی‌ماه ۱۳۳۱   | داگلاس دی سی-۳ | EP-ACJ           | مسافربری      | شیراز به تهران         | ۲۵      | ۲۴    | نزدیکی فرودگاه مهرآباد | سقوط هنگام تقرب       |
| سه‌شنبه ۹ تیرماه ۱۳۳۲   | داگلاس دی سی-۳ | EP-ACV           | آموزشی        | اطراف تهران            | ۶       | ۰     | فرودگاه مهرآباد        | فرود سخت              |
| شنبه ۴ اردیبهشت ۱۳۳۸   | داگلاس دی سی-۳ | EP-ACL           | مسافربری      | سنندج به کرمان         | ۰       | ۰     | نزدیکی کرمان           | فرود اضطراری          |
| جمعه ۱۳ مردادماه ۱۳۴۰  | داگلاس دی سی-۴ | EP-ADK           | کارگو         | بیروت به تهران         | ۳       | ۰     | نزدیکی رودسر           | فرود اضطراری          |

## ادغام، ملی سازی و تغییر نام
بروز مشکلات عدیده مالی در سالهای پایانی شرکت هواپیمائی ایران باعث شد تا این شرکت خصوصی نتواند از پس هزینه‌های سنگین نوسازی ناوگان هوایی خود برآمده و کیفیت خدمات را برای جلب رضایت و انتظارات مشتریان بهبود بخشد به نحوی که این شرکت در اواخر دوران فعالیت، تنها ۳ فروند هواپیمای ویکرز ویسکونت و ۱۱ فروند هواپیمای داگلاس دی سی - ۳ و در مجموع ۱۴ فروند هواپیمای فعال را در ناوگان عملیاتی خود داشت.
همچنین عدم توجه کافی مسئولان این شرکت به الزامات مربوط به ایمنی سفرهای هوایی منجر به بروز حوادثی شد که جدی‌ترین آن سانحه دیماه ۱۳۳۱ و سقوط هواپیمای داگلاس دی‌سی-۳ هواپیمائی ایران در نزدیکی فرودگاه مهرآباد تهران و کشته شدن ۲۴ نفر بود. در نتیجه و در اواخر دهه ۳۰ شمسی، سیر نزولی ایمنی و کیفیت ارائه خدمات حمل و نقل هوایی در ایران در کنار افزایش درآمدهای نفتی باعث شد تا دولت وقت نسبت به ملی کردن صنعت هوانوردی کشور تصمیم بگیرد.
در انتها و در ۱۰ مردادماه ۱۳۴۰ این شرکت با شرکت هواپیمائی پارس ادغام و شرکتی با عنوان شرکت واحد هواپیمائی ایران تشکیل شد. در ۵ اسفند سال ۱۳۴۰ دولت نسبت به خرید کل سهام این شرکت و تغییر نام آن به شرکت هواپیمایی ملی ایران اقدام نمود. این شرکت تمام امکانات و پرسنل دو شرکت هواپیمائی ایران و پارس را در اختیار گرفت و از فروردین ماه سال ۱۳۴۱ فعالیت رسمی خود را آغاز کرد.

هواپیمای داگلاس دی‌سی-۴ شرکت هواپیمائی ایران در فرودگاه کویت، سال ۱۳۳۵ شمسی

## اولین‌ها در هوانوردی تجاری ایران
اولین ایرلاین حامل پرچم ایران: شرکت هواپیمائی ایران اولین خط هوایی حامل پرچم کشور است.
به‌کارگیری هواپیماهای مسافربری آمریکایی: شرکت هواپیمائی ایران برای اولین بار در کشور از هواپیماهای مسافربری آمریکایی داگلاس دی‌سی-۳ در ناوگان هوایی خود استفاده کرد. این هواپیما گونه تغییر کاربری یافته هواپیمای ترابری نظامی داگلاس سی - ۴۷ داکوتا بود که در جنگ جهانی دوم بسیار خوش درخشید.
اولین هواپیمای تجاری ثبت شده در ایران: هواپیمای غیرنظامی داگلاس دی‌سی-۳ شرکت هواپیمائی ایران، برای نخستین بار رجیستر رسمی ایران به شماره ثبت EP-AAF را دریافت کرد.
استخدام اولین خلبان بازرگانی ایرانی در شرکت هواپیمائی ایران: داریوش تیمسار اولین خلبان ایرانی است که با گذراندن دوره خلبانی غیرنظامی موفق به دریافت گواهینامه خلبانی بازرگانی گردید. وی از سال ۱۳۲۵ در شرکت هواپیمائی ایران به عنوان اولین کمک خلبان ایرانی استخدام شد و مدتی بعد با هواپیمای داگلاس دی‌سی-۳ شروع به پرواز نمود.
استخدام اولین زن ایرانی خلبان هواپیمای مسافربری: در سال ۱۳۲۶ شرکت هواپیمائی ایران به اینا آوشید اجازه داد که به عنوان اولین کمک خلبان زن هواپیماهای مسافربری در ایران با هواپیمای داگلاس دی‌سی-۳ این شرکت پرواز کند.

## نگارخانه

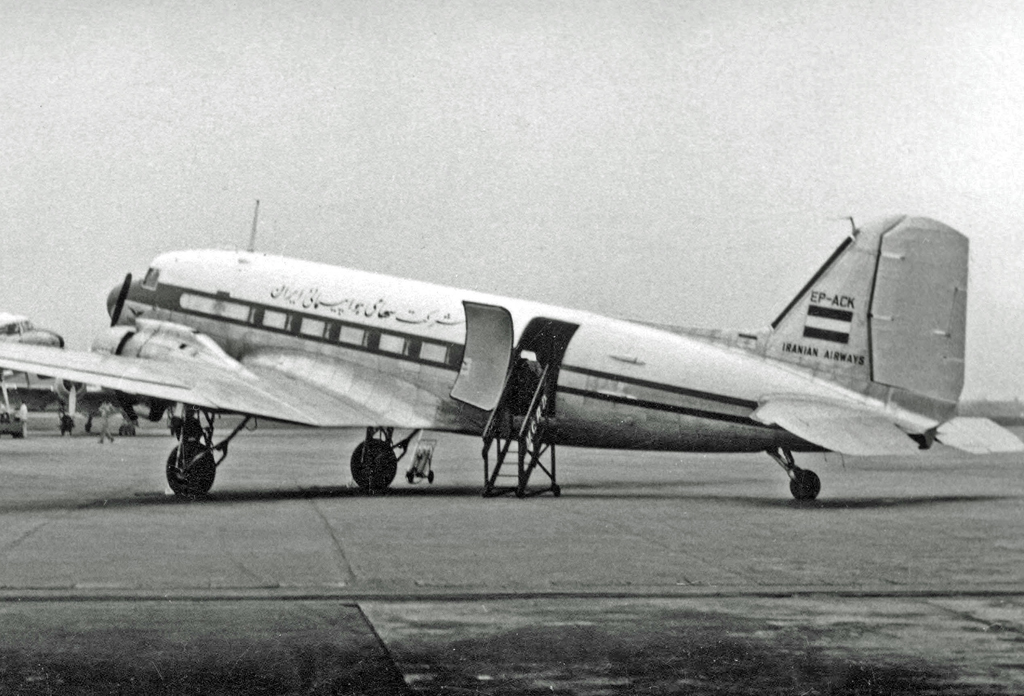
هواپیمای داگلاس سی - ۴۷ داکوتا (EP-ACK کارگو) شرکت هواپیمائی ایران در سال ۱۳۳۲
جلد نسخه فارسی برنامه پروازی شرکت هواپیمائی ایران، پائیز ۱۳۳۸
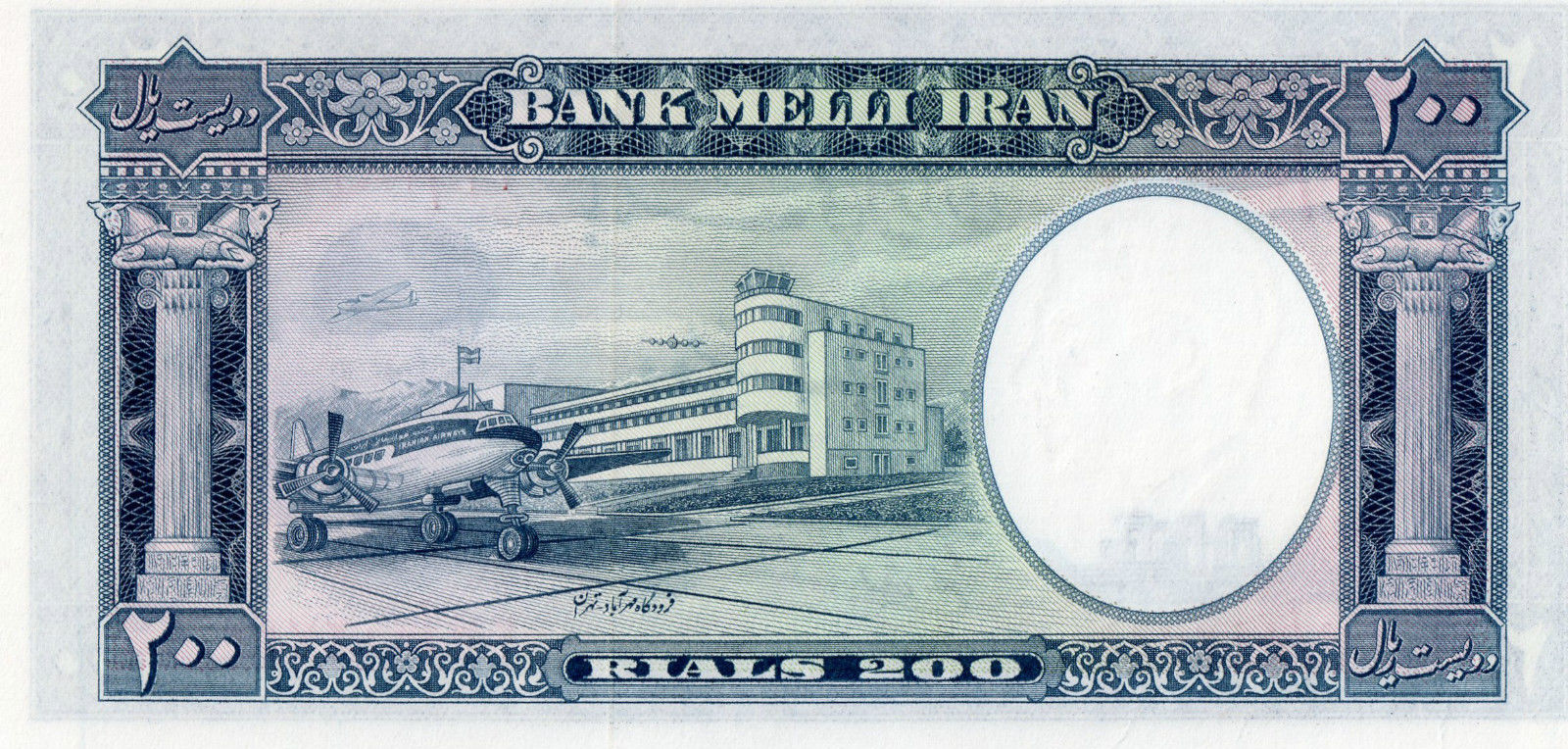
تصویری از ناوگان شرکت هواپیمائی ایران و نمایی از فرودگاه مهرآباد تهران روی اسکناس‌های قدیمی ایران مربوط به دهه پنجاه میلادی